# Vihar
Vihár je silovit atmosferski pojav, ki se pojavi v obliki nevihte, toče, močnega dežja in močnega vetra. Vihri so povezani z visoko energijo v atmosferi, ki jo sprožajo konvektivne pojave, kot so temperature in tlaki, ter njihove razlike.
Vihri so nastali zaradi konvergenc smeri vetra in konvekcije, kar povzroči nastanek oblakov in nevihte. Nevihte se razvijejo, ko se oblake napolnijo z vodo in se razgrnejo, kar povzroči močan tok zraka, ki pogosto vsebuje močne udarce in točo.
Močan naliv dežja in močan veter sta pogosto značilna za vihre in lahko povzročata veliko škodo na kulturah in infrastrukturi. Poleg tega so vihri pogosto spremljani z bliskanjem, hrupom in elektromagnetnimi motnjami.
Vihri so pogosti po vsem svetu in so pogosto vključeni v širši kontekst vremenskih pojavov, kot so cikloni, uragani in tornadi. Z razvojem tehnologije in vremenskih modelov se znanstveniki nenehno trudijo za boljše razumevanje viharjev in za napovedovanje njihovih potencialnih škodljivih učinkov.